# エリック・ワガマン
エリック・ワガマン（Eric Wagaman, 1997年8月14日 - ）は、アメリカ合衆国カリフォルニア州 オレンジ郡ミッションビエホ出身のプロ野球選手（内野手、外野手）。右投右打。MLBのマイアミ・マーリンズ所属。

## 経歴

### プロ入りとヤンキース傘下時代
2017年のMLBドラフト13巡目（全体392位）でニューヨーク・ヤンキースから指名され、プロ入り。ルーキー級プラスキ・ヤンキースでプロデビューを果たした。
2018年はA級スタテンアイランド・ヤンキースでプレーし、64試合に出場して打率.194、出塁率.244、長打率.333、5本塁打、18打点を記録した
2019年はルーキー級ガルフコーストリーグ・ヤンキースとA級チャールストン・リバードッグスでプレーし、2球団合計で88試合に出場して打率.233、出塁率.293、長打率.342、7本塁打、41打点を記録した。
2020年はCOVID-19の影響でマイナーリーグの試合が開催されなかったため、公式戦の出場は無かった。
2021年はA+級タンパ・ターポンズとA+級ハドソンバレー・レネゲーズでプレーし、2球団合計で78試合に出場して打率.220、出塁率.315、長打率.364、6本塁打、34打点を記録した
2022年はA+級ハドソンバレーとAA級サマセット・ペイトリオッツでプレーし、69試合に出場して打率.258、出塁率.346、長打率.468、自己最多の13本塁打、32打点を記録した。
2023年はAA級サマセットでプレーし、35試合に出場して打率.320、出塁率.382、長打率.500、5本塁打、16打点、13盗塁を記録した。

### エンゼルス時代
2023年12月6日、ルール・ファイブ・ドラフトでロサンゼルス・エンゼルスから指名され、移籍した。移籍後はAA級ロケットシティ・トラッシュパンダズとAAA級ソルトレイク・ビーズでプレーし、合計121試合に出場して打率.274、出塁率.339、長打率.469、17本塁打、60打点、10盗塁を記録した。2024年9月10日、アクティブ・ロースター入りし、メジャーリーグに初昇格した。エンゼルスでは18試合に出場（三塁17試合、左翼1試合）し、打率.250、出塁率.270、長打率.403、2本塁打、10打点を記録した。11月22日にノンテンダーFAとなった。

### マーリンズ時代
2024年12月20日、マイアミ・マーリンズと1年間のメジャー契約を結んだ。

## 詳細情報

### 背番号
- 34（2024年）
- 33（2025年　- ）